# Latirostrum bisacutum
Latirostrum bisacutum là một loài bướm đêm trong họ Noctuidae.